# Adolf Weil (Mediziner)

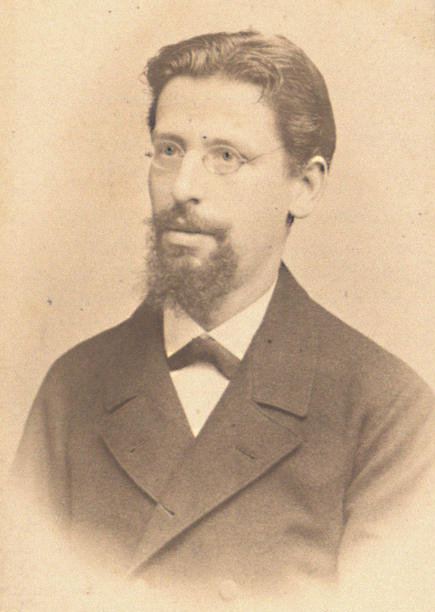
Adolf Weil, um 1886

Adolf Weil (* 7. Februar 1848 in Heidelberg; † 23. Juli 1916 in Wiesbaden) war ein deutscher Pathologe und Internist.

## Leben und Werk
Adolf Weil, Sohn des Orientalisten Gustav Weil und dessen Ehefrau Auguste (geb. Levy),  studierte an der Ruprecht-Karls-Universität Heidelberg, der Friedrich-Wilhelms-Universität Berlin sowie der Universität Wien. 1871 wurde er in Heidelberg promoviert, im Folgejahr habilitierte er sich. Weil wurde 1876 außerordentlicher Professor an der Universität Heidelberg. 1886 folgte er einem Ruf an die Kaiserliche Universität Dorpat (ordentlicher Professur für spezielle Pathologie und Therapie), musste aber schon ein Jahr später wegen einer Kehlkopftuberkulose die Lehrtätigkeit aufgeben. Nach der Tätigkeiten in mehreren Badeorten war er ab 1893 in Wiesbaden als niedergelassener Arzt und Konsilarius tätig.
Weil beschrieb 1886 erstmals die nach ihm als Weilsche Krankheit bezeichnete schwere Verlaufsform der Leptospirose.

## Ehrungen
1883 wurde er zum Mitglied der Deutschen Akademie der Naturforscher Leopoldina gewählt.

## Veröffentlichungen (Auswahl)
- Die Auscultation der Arterien und Venen. Vogel, Leipzig 1875.
- Handbuch und Atlas der topographischen Percussion. Vogel, Leipzig 1877.
- Über eine eigentümliche, mit Milzschwellung, Ikterus und Nephritis einhergehende akute Infektionskrankheit. In: Deutsches Archiv für Klinische Medizin. Jahrgang 1886, S. 209.